# Struisvogels
Struisvogels (Struthio) vormen een geslacht van loopvogels. Het is het enige geslacht uit de familie Struthionidae en de orde Struthioniformes. In sommige indelingen omvatten de Struthioniformes ook de andere loopvogels.

## Kenmerken
Net als alle andere loopvogels kunnen struisvogels niet vliegen. Struisvogelmannetjes zijn zwart met wit en de vrouwtjes zijn bruin. Struisvogels hebben twee tenen, waarvan er één is uitgegroeid tot een soort hoef. Ze hebben geen dons. Struisvogels zijn de grootste en zwaarste vogels op aarde. Ze kunnen het hardste rennen van alle loopvogels en leggen de grootste eieren. De lichaamshoogte bedraagt tot 280 cm en het gewicht tot 160 kg.

## Voortplanting
In het broedseizoen brengen mannetjes een diepe, luide roep voort en wordt een uitgebreid baltsritueel opgevoerd. Een nest kan wel tot 30 eieren bevatten, door meerdere vrouwtjes gelegd. Beide geslachten broeden. Na ongeveer 40 dagen komen de eieren uit, waarna de jongen worden begeleid door de mannetjes.

## Verwantschap
Uit moleculair genetisch onderzoek blijkt dat de nandoes, kiwi's, emoe en kasuarissen verwant zijn aan de struisvogels. Ook de olifantsvogels van Madagaskar hebben een gemeenschappelijke voorouder met deze groep.

## Verspreiding en fossiele vondsten
Struisvogels zijn standvogels en komen voor in het zuidwesten van Azië en in Afrika. Fossiele soorten zijn gevonden in Europa (Moldavië, Oekraïne, Griekenland, Rusland) en Zuidoost-Azië vanaf het laat-Mioceen.

## Taxonomie
- Orde: Struthioniformes
  - Familie: Struthionidae
    - Geslacht: Struthio
      - Struthio camelus – Struisvogel
      - Struthio molybdophanes – Somalische struisvogel